# 藤本博史 (捕手)
藤本博史（ふじもと ひろし，1976年5月10日—），為日本的棒球選手之一，曾效力於日本職棒歐力士藍浪隊及中華職棒中信鯨隊，守備位置為捕手。

## 經歷
- 兵庫縣立明石南高等學校
- 河上藥品
- 阿部企業
- 美國職棒獨立聯盟Zion Pioneerzz（2000年）
- 美國職棒獨立聯盟Chico Heat（2000年）
- 美國職棒獨立聯盟St. George Pioneerzz（2000年）
- 日本職棒歐力士藍浪隊（2002年～2003年）
- 美國職棒獨立聯盟Kansas City T-Bones（2004年）
- 茨城Golden Golds（2005年～2006年）
- 中華職棒中信鯨隊（2007年）
- 四國‧九州棒球聯盟長崎聖徒隊（球員兼教練）（2008年）
- 關西獨立聯盟明石紅戰士隊（球員兼教練兼代理監督）（2009年～2010年）

## 職棒生涯成績
| 年度   | 球隊   | 出賽 | 打數 | 安打 | 二壘打 | 三壘打 | 全壘打 | 打點 | 盜壘 | 四死 | 三振 | 打擊率 |
| ------ | ------ | ---- | ---- | ---- | ------ | ------ | ------ | ---- | ---- | ---- | ---- | ------ |
| 2007年 | 中信鯨 | 24   | 75   | 19   | 2      | 1      | 0      | 6    | 0    | 1    | 10   | 0.253  |
| 合計   | 1年    | 24   | 75   | 19   | 2      | 1      | 0      | 6    | 0    | 1    | 10   | 0.253  |

## 特殊事蹟
- 效力歐力士藍浪隊期間皆未在一軍出賽。
- 中華職棒的外籍球員中鮮少的外籍捕手。

## 外部連結
- 藤本博史在台灣棒球維基館上的頁面（繁體中文）
- 藤本博史在中華職棒
- 藤本博史在Baseball-Reference.com（小聯盟以及海外聯盟）（英语）
- 藤本博史在The Baseball Cube（英语）